# René Arné
Pas d'image ? Cliquez ici

a Compétitions nationales et continentales officielles uniquement.

b Matchs officiels uniquement.
René Arné, né le 24 décembre 1942 à Castelnau-Magnoac, est un joueur français de Rugby à XV et de rugby à XIII français évoluant au poste de demi d'ouverture ou d'ailier dans les années 1960 et 1970.

## Biographie
René Arné se révèle sous le maillot du T.O.E.C. aux côtés de son frère Pierre Arné (1933-). Il devient international junior en 1960 avec pour partenaires Jean Gachassin, Bernard Labouré, Michel Marot, Claude Besson et Christian Boujet. Il occupe régulièrement une place sur la ligne d'attaque avant d'être replacé plutôt à l'ouverture. Il change en 1966 de code de rugby et rejoint le Rugby à XIII en signant pour le Toulouse olympique XIII. Avec ce dernier, il dispute une finale de Coupe de France en 1968 perdue contre l'AS Carcassonne avec pour partenaires Pierre Lacaze, Georges Aillères et Yves Bégou. Il joue par la suite pour Villefranche XIII.

## Palmarès

### Rugby à XIII
- Collectif : 
  - Finaliste de la Coupe de France : 1968 (Toulouse).

### Détails en sélection de rugby à XIII
| 1. | 17 mars 1971 | Grande-Bretagne | 2-24 | Test-match | Ailier | - | - | - | - |